# Nerf ilio-hypogastrique

Plan du plexus lombaire, l'ilio-hypogastrique est visible en haut à gauche

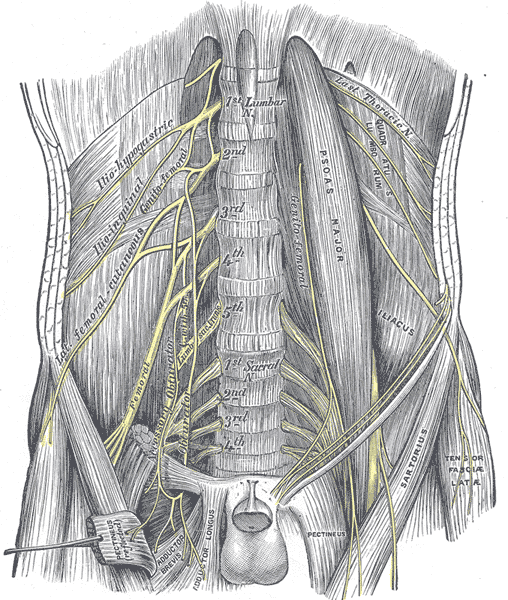
Le plexus lombaire et ses branches, l'ilio-hypogastrique est visible en haut à gauche

Le nerf ilio-hypogastrique (ou nerf grand abdomino-génital) est un nerf mixte issu de la partie antérieure du plexus lombal. 

## Origine
Le nerf ilio-hypogastrique nait du rameau antérieur du premier nerf lombaire et de l'anastomose en provenance du nerf subcostal au même endroit que le nerf ilio-inguinal.

## Trajet
Le nerf ilio-hypogastrique émerge du bord latéral supérieur du muscle grand psoas. Il passe ensuite devant le muscle carré des lombes jusqu'à une zone supérieure puis entre le muscle transverse de l'abdomen et le muscle oblique interne de l'abdomen.
Au-dessus de l'épine iliaque antéro-supérieure, après avoir donné un rameau collatéral sensitif, il se divise un rameau cutané latéral et un rameau cutané antérieur.
Le rameau cutané latéral longe le ligament inguinal.
Le rameau cutané antérieur se dirige entre les deux muscles obliques interne et externe de l'abdomen et rejoint le canal inguinal.

## Zone d'innervation

### Innervation sensitive
Le rameau collatéral innerve la région glutéale antéro-supérieure.
Le rameau cutané latéral innerve innerve la paroi abdominale.
Le rameau cutané antérieur innerve les téguments du pubis, le scrotum chez l'homme et les grandes lèvres chez la femme..

### Innervation motrice
Le nerf ilio-hypogastrique fournit des rameaux musculaires aux muscles transverse et oblique interne de l'abdomen.
Le rameau collatéral fournit l'innervation motrice du muscle droit de l'abdomen.

## Variation
Pour presque 20% des individus, le nerf ilio-hypogastrique peut être absent. Dans ce cas d'autres nerfs comme le nerf ilio-inguinal le compensent.

## Aspect clinique
Le nerf ilio-hypogastrique peut être endommagé à l'endroit où il passe à travers les muscles oblique interne et oblique externe de l'abdomen. Il est le plus souvent endommagé par erreur médicale ou par une lésion nerveuse.
Lors du prélèvement d'os sur la crête iliaque antérieure, la branche cutanée latérale du nerf ilio-hypogastrique est la plus susceptible d'être lésée.